# K-Meleon
K-Meleon是一個開放原始碼的Microsoft Windows網頁瀏覽器。基於和Mozilla Firefox、SeaMonkey相同的Gecko排版引擎。K-Meleon的設計目標是提供一種快速和可靠的網路瀏覽器，同時提供高度定制的介面，並且有效地利用系統資源。在GNU通用公共授權條款下發佈。
因其更少的資源需求，K-Meleon比大多其他基於Gecko的網頁瀏覽器反應更靈敏。這對資源有限的老硬件系統有益。